# Mordellistena rhizophorae
Mordellistena rhizophorae is een keversoort uit de familie spartelkevers (Mordellidae). De wetenschappelijke naam van de soort is voor het eerst geldig gepubliceerd in 1925 door Lea.